# Черношапочная совка
Черношапочная совка (лат. Megascops atricapilla) — вид птиц из семейства совиных. Небольшая сова, существуют три морфы различной окраски. Издаёт ряд разнообразных звуков, некоторые из них могут издаваться совместно и самцом, и самкой. Распространена в Южной Америке, встречается в Бразилии, Парагвае и Аргентине. Активна ночью, охотится на насекомых, паукообразных и мелких позвоночных. Гнездится в дуплах, в кладке от двух до трёх яиц.

## Систематика
Черношапочная совка впервые была описана голландским зоологом Конрадом Якобом Темминком в 1822 году под биноменом Strix atricapilla. Типовой экземпляр был пойман в Бразилии. Видовое название atricapilla образовано от лат. ater — чёрный и capillus — волосы.
Международный союз орнитологов относит вид к роду Megascops и не выделяет подвидов.
Филогенетические исследования показали, что генетически ближайшим к черношапочной совке видами является буробрюхая совка (Megascops watsonii).

## Описание

### Внешний вид
Небольшая сова, имеются перьевые уши. Длина составляет от 22 до 23 см, масса от 115 до 160 г, длина крыла от 170 до 184 мм. Самки тяжелее самцов. Существуют три морфы. Наиболее широко распространена тёмная. У неё коричневатая верхняя часть тела со светлыми или желтоватыми пятнами. Маховые перья светлые с тёмными полосами, рулевые испещрены светлым и тёмным. Нижняя часть тела более бледная, покрыта мелким тёмными пестринами и полосами, часто расширяющимися ближе к кончикам пера. Брюхо беловатое. Лицевой диск грязновато-коричневый с тонкими темноватыми полосами, перьевые уши черноватые. Голова тёмно-коричневая. Цвет глаз варьируется от тёмного и каштанового до янтарно-жёлтого, клюв и восковица зеленовато-жёлтые. Лапы бледно-телесно-коричневатые с серым оттенком, когти тёмные. Светлая морфа рыжеватого цвета, у неё тёмная верхняя часть тела. Серая морфа не имеет в оперении коричневого цвета.

### Отличия от других видов
Южноамериканская совка меньше, глаза у неё могут быть только желтоватого цвета, размер перьевых ушей различается. Хохлатая совка (Megascops sanctaecatarinae) крупнее, имеет более мощные когти.

### Вокализация
Орнитологи различают несколько песен, исполняемых самцом. Одна из них представляет собой длинную, похожую на мурлыканье трель, продолжительностью обычно около 8—10 секунд (иногда до 15—20). Начинается она очень слабо, постепенно становясь всё громче и громче и резко обрываясь. Обычно во время такой песни издаётся около 14 звуков в секунду. Похожая песня самки более высокая и обычно менее продолжительная. Другая песня самца короткая, последовательная, продолжительностью около 2,5—3 секунд, напоминает звук от падения на твёрдую поверхность мячика для настольного тенниса. Схожая песня самки немного выше. При испуге представители обоих полов издают эксплозивные звуки по отдельности или в короткой последовательности. При общении между собой и самцы, и самки издают передаваемый как «whuio» звук.

## Образ жизни
Ведёт ночной образ жизни, днём прячется в густой листве деревьев. Полёт бесшумный. Питается в основном насекомыми (саранчовыми, цикадовыми, чешуекрылыми и жуками), а также паукообразными и иногда мелкими позвоночными. Охотится обычно с возвышенности, схватывая добычу с деревьев или земли. Гнездится в дуплах, иногда занимает выдолбленные и заброшенные дятлами. В кладке от двух до трёх яиц с белой скорлупой. Насиживает её только самка, в течение этого периода еду для неё добывает самец.
Продолжительность поколения в среднем составляет 7 лет.

## Распространение
Встречается в тропических лесах, часто с густым подлеском. Также птицы могут обитать около лесных опушек, иногда совсем рядом с автодорогами или вблизи населённых пунктов. На севере ареала сову чаще всего можно увидеть на высоте до 600 м, а на юге до 250 м над уровнем моря. Максимальная высота, на которой встречается черношапочная совка — 1150 м.
Распространена от северо-востока Бразилии практически до её границы с Уругваем, также от востока Парагвая до центральной Аргентины.

## Охранный статус
Международный союз охраны природы (МСОП) присвоил таксону охранный статус «Виды, вызывающие наименьшие опасения» (LC). Он оценивает популяцию черношапочной совки как стабильную, для неё не зафиксировано какого-либо сокращения или существенных угроз. Точное число половозрелых особей неизвестно, но этот вид описывается как «довольно распространенный, но неравномерно распределенный».